# Манна (держава)

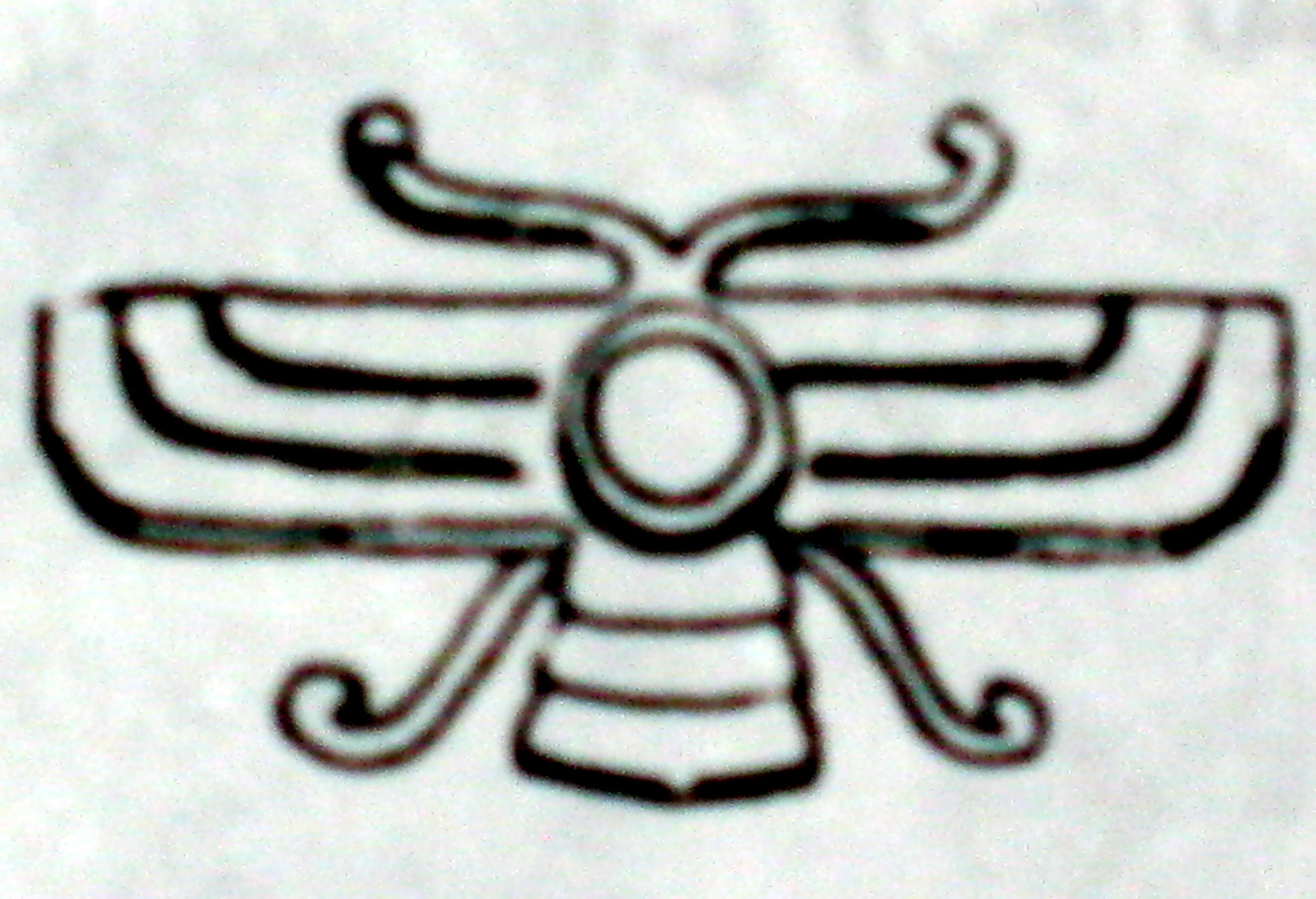

Манна (Манейське царство)) — держава на території сучасного Ірану (на схід та південь від озера Урмія), що утворилася на початку X століття до н. е. Тривалий час протистояла західним та північним сусідам, зрештою у VI ст. до н. е. була підкорена Мідійським царством.

## Історія

### Заснування
У X столітті ст. до н. е. на історичній території Манни виникли невеличкі державні формування племен манн з первісного племінного об'єднання турукку — Замуа, Алатеє, Гізілбунда, Уїшдіш, Зікірту і інші. З часом Замуа (країна луллубеїв) стала провідною серед інших держав, перетворившись на основну частину Маннейського царства.
Перше об'єднання земель Замуа датується 881—800 роками до н. е., на чолі якого стають спочатку Нур-Адад і Амека. Їм довелося вести нерівну, але вперту боротьбу проти військ ассирійського царя Ашурнасірпала II. Останньому вдалося захопити і приєднати до Ассирії частину земель Замуа, а іншу вони назвали Внутрішня Замуа.
На початку I тисячоліття до н. е. склалися передумови для утворення централізованої держави. Назва країни Манна вперше зустрічається в 843 році до н. е. в клинописному написі ассирійского царя Салманасара III, де Манна називається частиною Внутрішньої Замуа. Столицею Манни було Зірта.
У 830-х роках до н. е. Удакі, правитель Манни, став гегемоном серед, вийшовши на кордон з племенами мідійців. Він переніс столицю до Ізірту (на місці сучасного іранського міста Мехабад). Із самого початку Манна стала об'єктом боротьби між Ассирією та Урарту. 829 року до н. е. землі Манни було сплюндровано Салманасаром III. Удакі разом з замуаським царем Нікдіаром боровся проти Ассирії. За царя Шарсіни, сина Нікдіара, Внутрішню Замуа було атаковано ассирійським царем Шамшіададом V, який захопив 300 поселень. Удакі не підкорився, продовживши боротьбу проти ассирійців у гірських районах. Після відходу ворогів цар Манни використав ослабленням усім сусідніх формувань, щоб розширити царство Манна.
У 824 році до н. е. проти Манни виступив Ішпуїні, цар Урарту. У записах про цю подію стверджувалося, що в стародавню державу Манна вдерлося військо в 10 тис. кінноти, 22 тис. піхоти та 106 колісниць. До 806 року до н. е. Манна часто страждало від набігів урартських царів Менуа, Аргішті I, Сардурі II.
У першій половині VIII століття до н. е. ассирійський цар Тіглатпаласар III з метою посилення свого політичного впливу на Манну та інші країни напав на Урарту. Він захопив область Мазамуа, внаслідок чого Манна вимушена була визнати владу Ассирії та виступити проти Урарту, потім з Нововавилонським царством і Мідією.

### Розквіт
Маннейській володар Іранзу (740—719 роки до н. е.), скориставшись вдалими походами Ассирії проти Урарту, повернув собі раніше захоплені Урарту маннейські землі. Іранзу підпорядкував напівнезалежні області центральної влади і створив в країні систему намісництва. Під час його панування Манна перетворилася на сильну державу. У зовнішній політиці Манни виявилися два напрямки: одна група на чолі з Іранзу бачила в Ассирії союзника і з її допомогою хотіла зберегти цілісність маннейських земель; інша група схилялася до союзу з Урарту. Ця двоїста політика заважала здійсненню централізації держави. Деякі намісники навіть повставали проти політики Іранзу.
Скориставшись цим, Руса I, цар Урарту, уклав договір з намісником області Зікірту і деякими іншими містами. В результаті цього в 719 році до н. е. в низці міст Манни відбулися повстання проти Іранзу, проте останній зумів придушити їх та відбити наступ урартійців за допомогою свого союзника ассирійського царя Саргона II.
Після смерті Іранзу його сини повели боротьбу за владу. В свою чергу Саргон II в 714 році до н. е. зробив похід на Манну, Мідію і Урарту. У цьому великому поході правитель Манни Улусуну (716—680 роки до н. е.) забезпечував харчами ассирійське військо. В результаті походу Саргона II Урарту зазнало поразки, ослабло і більш не змогло втручатися у внутрішні справи Манни. Манна змогла зберегти свою могутність. Улусуну повелів встановити кам'яну стелу на честь Саргона II.
В першої чверті VII століття до н. е. між Манною і Урарту оселилися племена кімерійців та скіфів, які прийшли сюди з берегів Чорного моря через Північний Кавказ. Це створило загрозу Ассирії. Внаслідок цього у Манні утворилася опозиція Ассирії. За цих умов цар Манни Ахшері (675—650 роки до н. е.) повністю відмовився визнавати зверхність Ассирії. Водночас в союзі з останньою у 653—652 роках до н. е. проти повсталої Вавілої та її союзників мідян.

### Занепад
Самостійна політика Манни тривала відносно недовго. 650 року до н. е. цар Ассирії Ашурбаніпал розбив військо Ахшері, захопив столицю Ізірту, полонив частину населення, як трофеї взяв череди тварин і табуни коней. Після такої поразки в країні піднялося повстання проти Ахшері і він був убитий. Його син Уаллі (650—630 роки до н. е.) відновив союз з Ассирією. За його правління Манна зуміла знову здобути незалежність в умовах важких боїв Ассирії з кімерійцями. В подальшому Манна вступила в союз зі скіфами проти Мідії.
616 року до н. е. Манна в союзі з Ассирією виступала проти Нововавилонського та Мідійського царств, але зазнало нищівної поразки. Між 615 та 611 роками до н. е. Манну було підкорено Мідійським царством, втім воно зберегло внутрішню самостійність. У 590 році до н. е. Мідія остаточно знищила царську владу і державу Манни.

## Народ і мова
Населення держави відоме як манни або маннійці, які стали результатом об'єднанням племен кутіїв і луллубіїв, частково каситів. На думку вчених мова їх належала до родини кутійських мов. З часом поширилася мідійська мова. Користувалися клинописом (на кшталт урартського) та ієрогліфами.

## Адміністративний устрій
З другої половини VIII століття до н. е. влада переходила у спадок від батька до сина. Рада старійшин підкорялася царю. Колишніми державними утвореннями, що згодом стали областями Манни, керували намісники, що призначалися царем: спочатку з представників місцевої знаті, згодом на власний розсуд володарів Манни.

## Соціальна структура
В Манні існувало значне соціально-класове розшарування. Основу становили цар, його родина; племінна знать та жрецтво. Іншою частиною були ремісники, торгівці. Крім того, частину суспільства становили вільні землероби. Також було розвинене рабовласництво.

## Економіка
Була державою, заснованим на рабовласницької формі виробництва. Місцеве населення займалося землеробством, скотарством і ремеслом. Виявлені під час розкопок в місцевостях Хасанлу і Зівіє чудові зразки металевих і ювелірних виробів свідчать, на думку дослідників, про високий рівень розвитку ремесла. Срібна чаша, рогоподібні кубки (ритони), привертають особливу увагу вироби з зображенням дерева життя і крилатими биками.
Під час археологічних розкопок у Хасанлу знайдено залишки ткацьких виробів і фарбованого одягу. На золотій чаші зображені боги Сонця, Місяця, Вітру і Дощу.

## Релігія
У Манні поклонялися різним богам. У міфах маннейців важливе місце займають такі чудовиська, як сфінкс і грифон (міфічна тварина з тулубом лева, крилами орла і головою лева або орла). Також поклонялися богиня, що зовнішністю нагадує богині Іштар (маннейське ім'я не розшифровано).

## Мистецтво
Були розвинені архітектура і мистецтво. В державі існували міста, обнесені фортечними стінами, палацові і громадські споруди, ремісничі квартали.